# Bleptina pithosalis
Bleptina pithosalis är en fjärilsart som beskrevs av Walker 1858. Bleptina pithosalis ingår i släktet Bleptina och familjen nattflyn. Inga underarter finns listade i Catalogue of Life.